# 蘭堤
蘭堤（4世纪—398年），昌黎郡棘城县（今辽宁省锦州市义县）人，后燕成武帝慕容垂的堂舅，后燕官员。
398年四月廿六日，蘭堤的弟弟兰汗准备杀死皇帝慕容宝，兰汗派兰堤关闭城门，禁止携带武器，不许行人出入。慕容宝被杀后。兰汗自称大都督、大将军、大单于、昌黎王，改年号为青龙；任命兰堤为太尉，弟弟蘭加難为车骑将军。兰堤、兰加难等人几次请求杀掉慕容宝的儿子慕容盛，兰汗没有准许。兰堤骄横凶狠，荒淫无度，对待兰汗也多有失礼的地方，慕容盛借机从中挑拨，兰汗兄弟互相猜忌。
慕容奇在建安起兵，人数达几千。兰汗派遣兰堤去讨伐他。慕容盛对兰汗说，太尉兰堤一向骄纵，不应把太多部队交给他。兰汗于是免除了兰堤的军权，改派抚军将军仇尼慕带兵讨伐。兰汗祈祷时把弑君之罪全部推托到兰加难的身上。兰堤与兰加难听后大怒，又怕遭兰汗诛杀，七月十五日，兰堤与兰加难联合率军突然袭击仇尼慕的部队，打败仇尼慕。兰汗派太子蘭穆带兵去讨伐，七月十七日，兰穆去袭击兰堤、兰加难等人，把他们打败。七月二十日，兰汗大开筵宴，慕容盛杀死了兰穆、兰汗，兰堤、兰加难逃走躲藏起来，也被抓住斩杀。